# 艾伯茨·伦巴
艾伯茨·伦巴（Alberts Rumba，1892年11月15日—1962年7月10日）是拉脱维亚一名速度滑冰运动员，他曾参加过1924年和1928年两届冬季奥林匹克运动会 。在1924年冬奥会上他在男子1500米的比赛中取得了第十名，在男子5000米比赛中取得第十一名，在男子10000米比赛中也取得第十一名，而在男子全能比赛中获得第七名的成绩。
在四年之后的1928年冬奥会上他在男子1500米比赛中取得了第十四名，在男子5000米比赛中取得第十五名，在男子500米比赛中取得了第十六名.